# David Yurchenko
David Yurchenko (Asjabad, 27 de marzo de 1986) es un futbolista turkmeno nacionalizado armenio. Juega en la demarcación de portero para el F. C. Pyunik de la Liga Premier de Armenia.

## Selección nacional
Hizo su debut con la selección absoluta el 5 de septiembre de 2020 en un partido de la Liga de las Naciones de la UEFA contra Macedonia del Norte que finalizó con un resultado de 2-1 a favor del combinado macedonio tras los goles de Ezgjan Alioski y Ilija Nestorovski para Macedonia del Norte, y de Tigran Barseghyan para Armenia.

## Clubes
| Club                            | País        | Año       | Partidos | Goles |
| ------------------------------- | ----------- | --------- | -------- | ----- |
| F. C. Titan Klin                | Rusia       | 2004      | 5        | 0     |
| F. K. Liepājas Metalurgs        | Letonia     | 2005-2006 | 0        | 0     |
| F. C. Dinamo Minsk              | Bielorrusia | 2007      | 11       | 0     |
| P. F. C. Krylia Sovetov Samara  | Rusia       | 2008-2010 | 3        | 0     |
| F. C. Volgar Astrakhan (cedido) | Rusia       | 2010      | 29       | 0     |
| P. F. C. Krylia Sovetov Samara  | Rusia       | 2011      | 1        | 0     |
| F. C. Mordovia Saransk          | Rusia       | 2012-2013 | 34       | 0     |
| F. C. Ufa                       | Rusia       | 2013-2016 | 64       | 0     |
| F. K. Anzhí Majachkalá          | Rusia       | 2016-2017 | 28       | 0     |
| F. C. Tosno                     | Rusia       | 2017-2018 | 31       | 0     |
| F. C. Yenisey Krasnoyarsk       | Rusia       | 2018-2019 | 18       | 0     |
| F. C. Shakhter Karagandy        | Kazajistán  | 2020      | 7        | 0     |
| Alashkert F. C.                 | Armenia     | 2021-2022 | 19       | 0     |
| F. C. Pyunik                    | Armenia     | 2022-     | 27       | 0     |

## Palmarés

### Campeonatos nacionales
| Título                           | Club                   | País    | Año  |
| -------------------------------- | ---------------------- | ------- | ---- |
| Liga Nacional de Fútbol de Rusia | F. C. Mordovia Saransk | Rusia   | 2012 |
| Copa de Rusia                    | F. C. Tosno            | Rusia   | 2018 |
| Liga Premier de Armenia          | Alashkert F. C.        | Armenia | 2021 |
| Liga Premier de Armenia          | F. C. Pyunik           | Armenia | 2022 |